# Dries Van Gestel
Dries Van Gestel (Arendonk, 30 september 1994) is een Belgisch wielrenner die anno 2025 rijdt voor Soudal Quick-Step.

## Carrière
In 2012 werd Van Gestel nationaal kampioen op de weg bij de junioren door Nathan Van Hooydonck en Cedric Verbeken naar de dichtste ereplaatsen te verwijzen.
In 2015 won Van Gestel de tweede etappe van de Carpathian Couriers Race door in een sprint met drie af te rekenen met Silvio Herklotz en Álvaro Cuadros. In het klassement eindigde hij als derde, achter Tim Ariesen en Cuadros.
Hij won de eerste etappe van de Tour des Fjords in Noorwegen in mei 2017. Hij won nadien ook het jongerenklassement van deze wedstrijd.

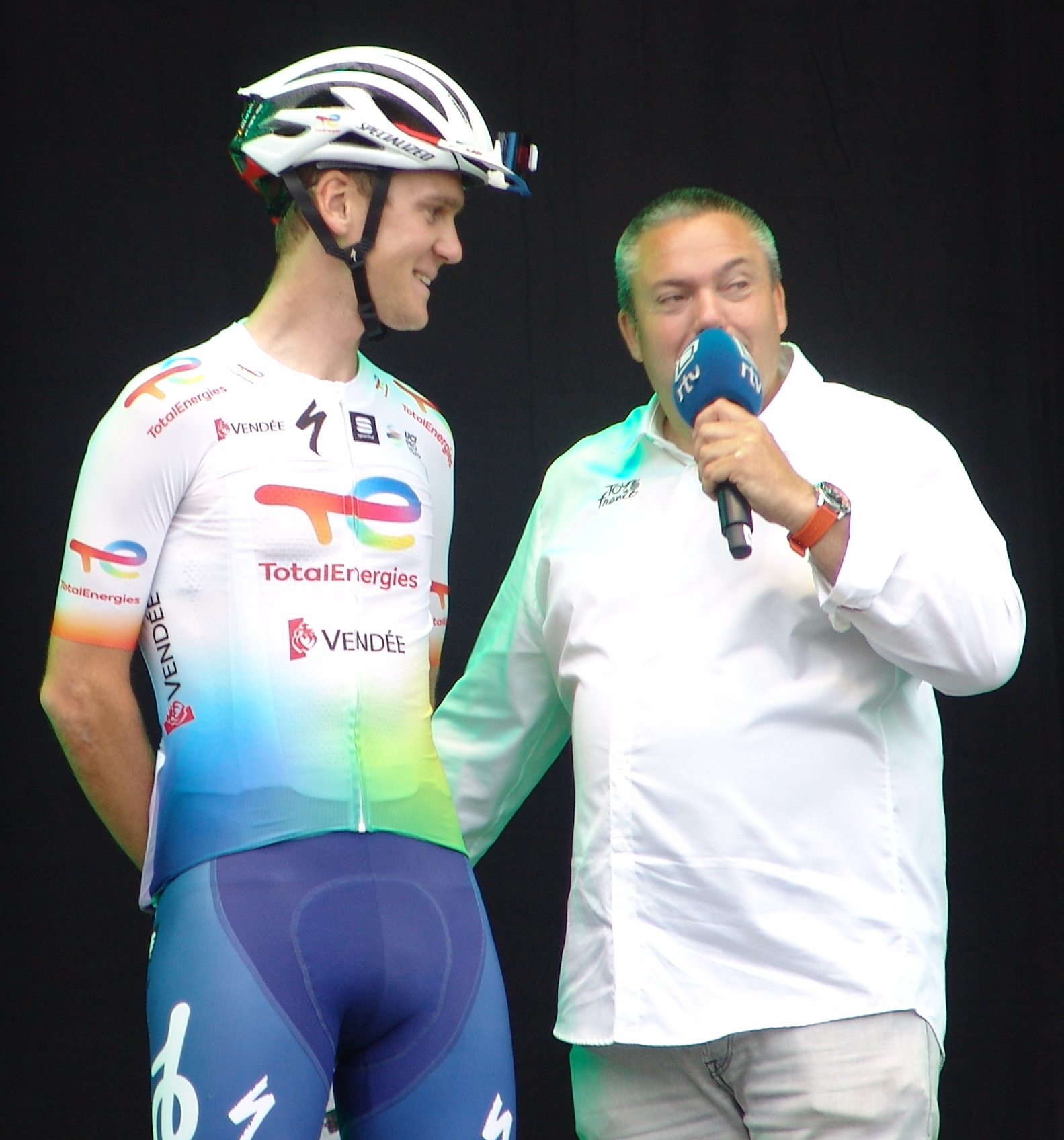
Van Gestel in het na-Tourcriterium van Herentals (2022)

Tijdens de Ronde van Vlaanderen 2019 reed hij prominent vooraan tussen de favorieten. Hij eindigde verrassend dertiende.  In 2020 maakt Van Gestel de overstap naar de Franse wielerploeg Total Direct Energie, waar hij zich in het voorjaar reeds toont met een 9e plaats in Kuurne-Brussel-Kuurne en een 10e plaats in Le Samyn.

## Overwinningen
2012
 Belgisch kampioen op de weg, Junioren
Remouchamps-Ferrières-Remouchamps
2015
2e etappe Carpathian Couriers Race
2017
1e etappe Tour des Fjords
Jongerenklassement Tour des Fjords
2022
Ronde van Drenthe
Sprintklassement Ronde van Wallonië

## Resultaten in voornaamste wedstrijden
| Jaar | Ronde van Italië | Ronde van Frankrijk | Ronde van Spanje |
| ---- | ---------------- | ------------------- | ---------------- |
| 2016 |                  |                     |                  |
| 2017 |                  |                     |                  |
| 2018 |                  |                     |                  |
| 2019 |                  |                     |                  |
| 2020 |                  |                     |                  |
| 2021 |                  |                     |                  |
| 2022 |                  |                     |                  |
| 2023 |                  |                     | 107e             |
| 2024 |                  |                     |                  |

| Jaar | Milaan-San Remo | Gent-Wevelgem | Ronde van Vlaanderen | Parijs-Roubaix | Amstel Gold Race | Luik-Bast.‑Luik | Waalse Pijl | Parijs-Tours | E3 Saxo Classic |
| ---- | --------------- | ------------- | -------------------- | -------------- | ---------------- | --------------- | ----------- | ------------ | --------------- |
| 2016 |                 |               |                      |                | opgave           | opgave          | opgave      | 62e          |                 |
| 2017 |                 | 38e           | 84e                  |                |                  | 125e            | opgave      | 37e          | opgave          |
| 2018 |                 | 35e           |                      |                | 46e              | opgave          | opgave      | 42e          | 36e             |
| 2019 |                 | 36e           | 13e                  |                | 41e              | opgave          | opgave      |              | 31e             |
| 2020 | 58e             | 85e           | 45e                  |                |                  |                 |             |              |                 |
| 2021 |                 | 19e           | 32e                  | 31e            |                  |                 |             | 113e         | 41e             |
| 2022 |                 | ↑             |                      | 24e            | 58e              |                 |             | 6e           | 56e             |
| 2023 |                 | 48e           | 22e                  | 18e            | opgave           |                 |             | 51e          | 52e             |
| 2024 |                 | 34e           |                      | 13e            |                  |                 |             |              |                 |

### Resultaten in kleinere rondes
| Jaar | Parijs-Nice | Tirreno-Adriatico | Critérium du Dauphiné | Benelux Tour | Ronde van Wallonië |
| ---- | ----------- | ----------------- | --------------------- | ------------ | ------------------ |
| 2016 |             |                   |                       | 74e          | 102e               |
| 2017 |             |                   |                       | 44e          | opgave             |
| 2018 |             |                   |                       | opgave       | opgave             |
| 2019 |             |                   |                       | 88e          | 49e                |
| 2020 | 59e         | 64e               |                       | 45e          | 17e                |
| 2021 | opgave      |                   |                       |              | 45e                |
| 2022 |             |                   | 123e                  |              | 79e                |
| 2023 |             |                   |                       |              |                    |

## Ploegen
- 2015 –  Lotto Soudal (stagiair vanaf 1-8)
- 2016 –  Topsport Vlaanderen-Baloise
- 2017 –  Sport Vlaanderen-Baloise
- 2018 –  Sport Vlaanderen-Baloise
- 2019 –  Sport Vlaanderen-Baloise
- 2020 –  Total Direct Energie
- 2021 –  Total Direct Energie
- 2022 –  Team TotalEnergies
- 2023 –  TotalEnergies
- 2024 –  TotalEnergies
- 2025 –  Soudal Quick-Step

Armée · Bak · Benoot · Boeckmans · Breen · Broeckx · De Buyst · De Bie · Debusschere · De Clercq · De Gendt · Dehaes · Dockx · Gallopin · Greipel · Hansen · Henderson · Ligthart · Monfort · Roelandts · Sieberg · Vallée · Van den Broeck · Van der Sande · D.Vanendert · J.Vanendert · Vervaeke · Wellens · Frison (stagiair) · Van Gestel (stagiair) · Van Rooy (stagiair)
Allegaert · Capiot · De Gendt · De Ketele · De Pauw · De Vylder · Declercq · Deltombe · Farazijn · Lietaer · Noppe · Planckaert · Pols · Rickaert · Salomein · Sprengers · Steels · Van Gestel · Van Hecke · Van Lerberghe · Van Rooy · Wallays
Allegaert · Capiot · De Gendt · De Ketele · De Pauw · De Vylder · Declercq · Deltombe · Farazijn · Ghys · Menten · Noppe · Ed. Planckaert · Em. Planckaert · Rickaert · Sprengers · Van Gestel · Van Gompel · Van Hecke · Van Rooy · Verwilst · Warlop
Boasson Hagen · Bodnar · Bonifazio · Burgaudeau · Cabot · de la Parte · Doubey · Dujardin · Ferron · Geniez (tot 31/5) · Grellier · Jousseaume · Latour · Lawless · Manzin · Oss · Ourselin · Rodríguez · J. Sagan · P. Sagan · Simon · Soupe · Terpstra · Turgis · Van Gestel · Vuillermoz · Devanne (stagiair) · Vercher (stagiair)
Boasson Hagen · Bodnar · Bonnet · Burgaudeau · Cabot · Cras · de la Parte · Doubey · Dujardin · Ferron · Grellier · Jeannière · Jousseaume · Latour · Manzin · Oss · Ourselin · Sagan · Simon · Soupe · Tesson · Turgis · Van Gestel · Vercher · Vuillermoz · Boniface (stagiair) · Cialone (stagiair) · Grolier (stagiair)
Boniface · Bonnet · Burgaudeau · Cras · Doubey · Dujardin · Ferron · Gachignard · Grellier · Jeannière · Jegat · Jousseaume · Latour · Manzin · Ourselin · Simon · Soupe · Tesson · Turgis · Vadic · Van Gestel · Vercher · Vuillermoz · Boulahoite (stagiair) · Marcerou (stagiair) · Sanchez (stagiair)